# Blechnum oceanicum
Blechnum oceanicum är en kambräkenväxtart som först beskrevs av Eduard Rosenstock och som fick sitt nu gällande namn av Garth Brownlie.
Blechnum oceanicum ingår i släktet Blechnum och familjen Blechnaceae. Utöver nominatformen finns också underarten Blechnum oceanicum flocculosum.